# Huércanos
Huércanos est une commune de la communauté autonome de La Rioja, en Espagne.

## Démographie
| 1900 | 1910 | 1920  | 1930  | 1940  | 1950  | 1960  | 1970  | 1981  |
| ---- | ---- | ----- | ----- | ----- | ----- | ----- | ----- | ----- |
| 830  | 937  | 1 036 | 1 098 | 1 137 | 1 251 | 1 258 | 1 103 | 1 010 |

| 1991 | 2001 | 2011 | - | - | - | - | - | - |
| ---- | ---- | ---- | - | - | - | - | - | - |
| 935  | 909  | 892  | - | - | - | - | - | - |

## Administration

### Conseil municipal
La ville de Huércanos comptait 817 habitants aux élections municipales du 26 mai 2019. Son conseil municipal (en espagnol : Pleno del Ayuntamiento) se compose donc de 7 élus.
| Parti | Parti                                    | Voix | %       | Élus  |
| ----- | ---------------------------------------- | ---- | ------- | ----- |
|       | Parti populaire (PP)                     | 347  | 62,19 % | 5 / 7 |
|       | Parti socialiste ouvrier espagnol (PSOE) | 107  | 19,18 % | 1 / 7 |
|       | MUNIS                                    | 104  | 18,64 % | 1 / 7 |

### Liste des maires
| Mandat    | Maire | Maire                       | Parti      |
| --------- | ----- | --------------------------- | ---------- |
| 1979-1983 |       | Carmelo Maiso Rodríguez     | UCD        |
| 1979-1983 |       | Florentino Hoces Sanz       | UCD        |
| 1979-1983 |       | José María López Velasco    | UCD        |
| 1979-1983 |       | Juan Magaña Córdoba         | UCD        |
| 1983-1987 |       | Juan Magaña Córdoba         | PRP + PSOE |
| 1987-1991 |       | Moisés Magaña Iruzubieta    | AP         |
| 1987-1991 |       | Moisés Magaña Iruzubieta    | PRP        |
| 1991-1995 |       | José Alberto Magaña Narro   | PRP + PSOE |
| 1991-1995 |       | Luis Ángel Izquierdo Marca  | PRP + PSOE |
| 1995-1999 |       | Luis Ángel Izquierdo Marca  | PSOE + PRP |
| 1995-1999 |       | Juan Magaña Córdoba         | PSOE + PRP |
| 1999-2003 |       | Josué Santamaría Iruzubieta | PP         |
| 2003-2007 |       | Roberto Varona Alonso       | PP         |
| 2007-2011 |       | Roberto Varona Alonso       | PP         |
| 2011-2015 |       | Roberto Varona Alonso       | PP         |
| 2015-2019 |       | Roberto Varona Alonso       | PP         |
| 2019-2023 |       | Roberto Varona Alonso       | PP         |

## Fêtes et manifestations culturelles
- 24 février : Matthias
- Semaine sainte
- 27 juillet : Pantaléon de Nicomédie
- 16 août : Roch de Montpellier
- 12 octobre : Vierge du Pilier

## Jumelages
- Bernos-Beaulac (France) depuis 1992[1]